# Sequeiros (Amares)
Sequeiros é uma povoação portuguesa do Município de Amares que foi sede da Freguesia de Sequeiros, freguesia que tinha 3,24 km² de área e 204 habitantes (2011), e, por isso, uma densidade populacional de 63 hab/km².
A Freguesia de Sequeiros foi extinta (agregada) em 2013, no âmbito de uma reforma administrativa nacional, tendo sido agregada às freguesias de Caldelas e Paranhos, para formar uma nova freguesia denominada União das Freguesias de Caldelas, Sequeiros e Paranhos.

## População
| População da freguesia de Sequeiros (1864 – 2011) | População da freguesia de Sequeiros (1864 – 2011) | População da freguesia de Sequeiros (1864 – 2011) | População da freguesia de Sequeiros (1864 – 2011) | População da freguesia de Sequeiros (1864 – 2011) | População da freguesia de Sequeiros (1864 – 2011) | População da freguesia de Sequeiros (1864 – 2011) | População da freguesia de Sequeiros (1864 – 2011) | População da freguesia de Sequeiros (1864 – 2011) | População da freguesia de Sequeiros (1864 – 2011) | População da freguesia de Sequeiros (1864 – 2011) | População da freguesia de Sequeiros (1864 – 2011) | População da freguesia de Sequeiros (1864 – 2011) | População da freguesia de Sequeiros (1864 – 2011) | População da freguesia de Sequeiros (1864 – 2011) |
| ------------------------------------------------- | ------------------------------------------------- | ------------------------------------------------- | ------------------------------------------------- | ------------------------------------------------- | ------------------------------------------------- | ------------------------------------------------- | ------------------------------------------------- | ------------------------------------------------- | ------------------------------------------------- | ------------------------------------------------- | ------------------------------------------------- | ------------------------------------------------- | ------------------------------------------------- | ------------------------------------------------- |
| 1864                                              | 1878                                              | 1890                                              | 1900                                              | 1911                                              | 1920                                              | 1930                                              | 1940                                              | 1950                                              | 1960                                              | 1970                                              | 1981                                              | 1991                                              | 2001                                              | 2011                                              |
| 261                                               | 308                                               | 286                                               | 310                                               | 284                                               | 304                                               | 348                                               | 368                                               | 389                                               | 385                                               | 329                                               | 329                                               | 302                                               | 273                                               | 204                                               |

## História
Sequeiros integrava o concelho de Entre Homem e Cávado, extinto em 31 de Dezembro de 1853, data em que passou para o concelho de Amares.